# Гордан, Мартин
Мартин Гордан (нем. Martin Gordan) — фигурист из Германии, бронзовый призёр чемпионата мира 1902 и 1904 годов, бронзовый призёр чемпионата  Германии 1905 и 1906 годов в мужском одиночном катании.

## Спортивные достижения

### Мужчины
| Соревнования/Сезоны | 1899 | 1900 | 1901 | 1902 | 1903 | 1904 | 1905 | 1906 | 1907 |
| ------------------- | ---- | ---- | ---- | ---- | ---- | ---- | ---- | ---- | ---- |
| Чемпионаты мира     |      |      |      | 3    |      | 3    | 5    | 7    | 6    |
| Чемпионаты Европы   | 4    |      |      |      |      | 4    | 5    |      | 6    |
| Чемпионаты Германии |      |      |      |      |      |      | 3    | 3    |      |